# Iphiaulax mexicanus
Iphiaulax mexicanus är en stekelart som beskrevs av Cameron 1887. Iphiaulax mexicanus ingår i släktet Iphiaulax och familjen bracksteklar. Inga underarter finns listade i Catalogue of Life.